# 극장판 포켓몬스터 베스트위시: 신의 속도 게노세크트, 뮤츠의 각성
《극장판 포켓몬스터 베스트위시 신의 속도 게노세크트 뮤츠의 각성》(일본어: 劇場版ポケットモンスターベストウイッシュ 神速のゲノセクト ミュウツー覚醒)은 2013년 7월 13일에 개봉한 극장판 포켓몬스터의 제 16기 영화이다. 대한민국은 2014년 1월 9일에 개봉하였다.

## 개요
색이 다른 붉은 게노세크트와 뮤츠가 등장한다. 포켓몬스터 베스트위시 시리즈 극장판의 마지막 극장판이다.

## 등장인물

### 메인 캐릭터
- 이선호 : 한지우 역
- 장경희 : 아이리스 역
- 남도형 : 덴트 역

지우의 포켓몬
- 오타니 이쿠에 : 피카츄 역
- 출연자 미상 : 리자몽 역
- 안영미 : 주리비얀 역
- 윤승희 : 차오꿀 역
- 김현지 : 수댕이 역

아이리스의 포켓몬
- 안영미 : 터검니 역
- 오인성 : 망나뇽 역
- 장경희 : 에몽가 역
- 신용우 : 몰드류 역

덴트의 포켓몬
- 안영미 : 야나프 역
- 김영선 : 메더 역
- 신용우 : 암팰리스 역

### 로켓단
- 우정신 : 로사 역
- 김영선 : 로이 역
- 오인성 : 나옹 역

### 활약 포켓몬
- 소연 : 뮤츠 역
- 양석정 : 붉은 게노세크트 역
- 김선혜 : 아쿠아 게노세크트 역
- 오인성 : 블레이즈 게노세크트 역
- 김영선 : 번개 게노세크트 역
- 안영미 : 아쿠아 게노세크트 역

### 뉴톡시티
포켓몬힐스
- 신용우 : 에릭 역
- 출연자 미상 : 깜까미 역
- 출연자 미상 : 장크로다일 역
- 출연자 미상 : 델빌 역
- 출연자 미상 : 하데리어 역
- 출연자 미상 : 페르시온 역
- 출연자 미상 : 사철록 역
- 출연자 미상 : 바라철록 역
- 출연자 미상 : 돌살이 역
- 출연자 미상 : 비구슬 역
- 출연자 미상 : 킬리아 역
- 출연자 미상 : 아르코 역
- 출연자 미상 : 뷰티플라이 역
- 출연자 미상 : 랄토스 역

포켓몬센터
- 윤승희 : 간호순 역
- 출연자 미상 : 다부니 역

기타
- 출연자 미상 : 이브이 역

### 기타
- 출연자 미상 : 스완나 역
- 출연자 미상 : 스왈로 역
- 출연자 미상 : 찌르호크 역
- 출연자 미상 : 워글 역
- 출연자 미상 : 켄호로우 역
- 출연자 미상 : 고디탱 역
- 출연자 미상 : 고디보미 역
- 출연자 미상 : 고디모아젤 역